# Saint-Jean-de-Moirans
Saint-Jean-de-Moirans ist eine französische Gemeinde mit 3601 Einwohnern (Stand: 1. Januar 2022) im Département Isère in der Region Auvergne-Rhône-Alpes. Die Gemeinde liegt im Arrondissement Grenoble und gehört zum Kanton Tullins. Die Einwohner werden Saint-Jeannais genannt.

## Geographie
Saint-Jean-de-Moirans liegt etwa 23 Kilometer nördlich von Grenoble.
Umgeben wird Saint-Jean-de-Moirans von den Nachbargemeinden Voiron im Norden, Coublevie im Nordosten, La Buisse im Osten, Voreppe im Süden sowie Moirans im Westen und Süden.
Durch die Gemeinde führt die Autoroute A48.

## Bevölkerungsentwicklung
| Jahr                       | 1962 | 1968 | 1975 | 1982 | 1990 | 1999 | 2006 | 2011 |
| -------------------------- | ---- | ---- | ---- | ---- | ---- | ---- | ---- | ---- |
| Einwohner                  | 1462 | 1579 | 1409 | 1896 | 2399 | 2680 | 2918 | 3152 |
| Quellen: Cassini und INSEE |      |      |      |      |      |      |      |      |

## Sehenswürdigkeiten
- Kirche mit Silbermann-Orgel und Taufbecken aus der früheren Kirche Saint-Cassien von 1523
- Kapelle des Johanniterordens, vermutlich an der Stelle einer zerstörten Kommandantur des Templerordens erbaut

## Gemeindepartnerschaft
Mit der italienischen Gemeinde Frossasco in der Provinz Turin (Piémont) besteht seit 1998 eine Partnerschaft.